# I Love Betty La Fea
I Love Betty La Fea (en español: Amo a Betty La Fea; estlizado como I ♥ Betty La Fea) es una serie de televisión filipina transmitida por ABS-CBN desde 8 de septiembre de 2008 hasta 24 de abril de 2009. Está protagonizada por Bea Alonzo y John Lloyd Cruz. Se trata de un remake de la telenovela colombiana Yo soy Betty, la fea creada por Fernando Gaitán. La Miss Mundo 2013, Megan Young, fue una de las villanas de la telenovela al lado de Ruffa Gutierrez, Miss Mundo Filipinas 1993 y segunda finalista en el Miss Mundo 1994.

## Trama
Beatriz Pengson, más conocida como Betty, es una muchacha que trabaja en una agencia de publicidad llamada Ecomoda Manila. En una industria donde todos buscan la perfección y la belleza, su carencia de buen gusto al vestir produce el rechazo de sus superficiales compañeros hacia ella. A pesar de ello, el talento y la bondad de Betty le permiten conseguir amigos en la empresa. La mediocre vida de Betty cambia cuando encuentra al hombre de sus sueños, Armando, el presidente de Ecomoda Manila. Sin embargo, Armando no está al alcance de Betty y ella lo tiene muy difícil para conseguir su amor.

## Personajes y actores
Los nombres entre paréntesis corresponden a los nombres de los personajes en la versión original.

### Personajes principales
- Bea Alonzo como Beatrice «Betty» Pengson (Beatriz Aurora «Betty» Pinzón Solano) / Trish Martinez / Beatrice Tingson y como ella misma - Bea también se interpretó a sí misma como modelo/artista de Ecomoda; casualmente en el programa, Betty quiere conocer a Bea Alonzo en persona, un acto de autorreferencia.
- John Lloyd Cruz como Armando Solis (Armando Mendoza Sáenz).
- Ruffa Gutierrez como Daniella Valencia.
- Vhong Navarro como Nicholas «Kulas» Mora (Nicolas Mora).
- Megan Young como Marcella Valencia (Marcela Valencia).
- Ai Ai de las Alas como Julia Pengson / Julia Tingson (Julia Solano Galindo de Pinzón).
- Ronaldo Valdez como Hermes Pengson / Herminio Tingson (Hermes Pinzón Galarza).
- Sam Concepción como Andrew Pengson / Andrew Tingson (Betty's brother; original character).
- Wendy Valdez como Patricia Suarez (Patricia Fernández de Brickman).
- Joem Bascon como Mario Collantes (Mario Calderón).
- Thou Reyes como Hugo Bosini (Hugo Lombardi).